# MK 103
Die Maschinenkanone MK 103 war eine Bordkanone im Kaliber 30 mm, die von der deutschen Firma Rheinmetall-Borsig zur Zeit des Zweiten Weltkriegs entwickelt wurde und für den starren Einbau in Jagd- und Schlachtflugzeugen vorgesehen war.

## Geschichte
Die Ursprünge der Entwicklung dieser Waffe gehen zurück bis ins Jahr 1939 als Weiterentwicklung der MK 101. Die Serienproduktion lief von 1943 bis 1945. Aufgrund der hohen Mündungsgeschwindigkeit dieser Waffe eignete sie sich bei Verwendung von panzerbrechender Munition (mit Projektilkern aus Wolframcarbid) besonders zur Bekämpfung von gepanzerten Bodenzielen. Sie besaß einen relativ langen Lauf, was sie allerdings sehr groß und schwer machte und die Einbaumöglichkeiten in kleine Jagdflugzeuge erschwerte. Neben dem Einbau als starre Waffe gab es auch Versuche, diese Waffe in Drehtürmen als Abwehrbewaffnung für größere Flugzeuge einzusetzen.
Ferner war die MK 103 als Hauptbewaffnung des Flakpanzers IV „Kugelblitz“ vorgesehen.
In Jagdflugzeugen wurde meist die MK 108 verwendet, da diese ein weitaus geringeres Gewicht (58 kg) und vor allem eine höhere Kadenz aufwies. Die Durchschlagskraft und Zielgenauigkeit der MK 108 war jedoch geringer. Alle in Ummendorf von Ing. Schlegel und Montagemeister Bauer gefertigten Em Do 335, Type A 12 waren mit einer 30-mm-Maschinenkanone MK 103 von Rheinmetall-Borsig, die durch die hohle Luftschraubenwelle feuerte, und mit zwei MG 151 ausgerüstet.

## Technische Daten
- Kaliber: 30 mm
- Länge: 2318 mm (2335 mm mit Mündungsbremse)
- Rohrlänge: 1338 mm
- Gewicht: 145 kg
- Schussfolge: 380–420 Schuss/min (je nach Munitionstyp)
- Mündungsgeschwindigkeit: 860–940 m/s (je nach Munitionstyp)
- Patronengewicht: 800–820 g (je nach Munitionstyp)
- Geschossgewicht: 330–350 g (je nach Munitionstyp)
- Zuführung: Zerfallgurt
- Zündung: elektrisch (24 V)
- Munitionsbezeichnung: 30 × 184 mm B